# 马尼格甘杰沙达尔乌帕齐拉
马尼格甘杰沙达尔乌帕齐拉是孟加拉国馬尼格甘傑縣的一个乌帕齐拉，位於達卡專區的馬尼格甘傑縣。。

## 人口
據1991年孟加拉國人口普查，马尼格甘杰沙达尔共有戶數45991戶，人口237771人。其中男性佔比50.2%，女性佔比49.8%；成年人口126976人。該地7歲以上人口之平均識字率為33.4%。